# میخائیل پنجم
میخائیل پنجم ملقب به میخائیل پنجم کالافاتس یا میخائیل پنجم بتونه‌کار (به یونانی: Μιχαήλ Ε΄ Καλαφάτης, Mikhaēl V Kalaphatēs) (به انگلیسی: Michael V) (زادهٔ پیرامون ۱۰۱۵ — درگذشتهٔ ۲۴ اوت ۱۰۴۲) امپراتور روم شرقی (بیزانس) به مدت ۴ ماه همراه مادرخوانده اش زوئه مقدونی مشترک حکومت کرد و همراه با او امپراتور بیزانس بود او از سال ۱۰۴۱ تا ۱۰۴۲ امپراتور بود که به دلیل تبعید مادرش زوئه از قدرت توسط مردم و تئودورای مقدونی عزل شد و زوئه مقدونی و تئودورای مقدونی به عنوان فرمانروایان و امپراتوران جدید بیزانس بر تخت سلطنت نشستن.

## زندگینامه
میخائیل پنجم پسر استفان و ماریا، خواهر امپراتور وقت بیزانس میخائیل چهارم بود. حرفهٔ اصلی استفان پیش از آنکه در دوران میخائیل چهارم به مقام دریاسالاری برسد بتونه‌کاری بود و به همین دلیل پسرش نیز به میخائیل بتونه‌کار (کالافاته) ملقب شد.
علی‌رغم آنکه میخائیل چهارم درصدد بود تا یکی دیگر از خواهرزادگانش را به جانشینی خود منصوب نماید اما با دخالت برادرش ژان خواجه و همسرش امپراتریس زوئه، او سرانجام پسر خواهرش ماریا را وارث تاج و تخت خود اعلام نمود. میخائل چهارم سپس کمی پیش از مرگش خواهرزاده‌اش را به مقام سزاری رساند و او را پسرخواندهٔ خود و همسرش ساخت. میخائیل چهارم در ۱۰ دسامبر ۱۰۴۱ درگذشت و جانشینش با عنوان میخائل پنجم بر تخت امپراتوری روم شرقی نشست.
میخائیل پنجم پس از در دست گرفتن قدرت تمایل داشت تا بدون دخالت دیگران به ادارهٔ امور بپردازد. این موضوع باعث بروز درگیری بین او و ژان خواجه شد و دیری نپایید که میخائیل او را از دربار خود بیرون کرده و به یک صومعه فرستاد. او سپس با واگردانی تصمیات میخائیل چهارم، نجبا و درباریانی را که در دوران زمامداری او تبعید شده بودند را فرا خواند که در میان این افراد میخائیل کرولاریوس (بعدتر اسقف‌اعظم) و فرمانده ژرژ مانیاکس نیز حضور داشتند. مانیاکس پس از بازگشتش بی‌درنگ به جنوب ایتالیا فرستاده شد تا جلوی پیشروی نورمانها را بگیرد.
میخائیل پنجم در شب ۱۸ آوریل ۱۰۴۲ فرمان اخراج مادرخوانده‌اش زوئه که در عین حال فرمانروای مشترک با او بود را نیز صادر نمود و خود به‌تنهایی زمام امور را در دست گرفت. اما اعلام این موضوع در صبح روز ۱۹ آوریل به شورشی مردمی انجامید و اهالی شهر که خواهان بازگشت فوری زوئه به قدرت امپراتوری بودند کاخ امپراتوری را به محاصرهٔ خود درآوردند.
میخائیل به‌ناچار با خواستهٔ مردم موافقت نمود و زوئه همراه با خواهرش تئودورا به فرمانروایی مشترک با او بازگشتند. اما امپراتریس تئودورا در ۲۰ آوریل ۱۰۴۲ برکناری میخائیل پنجم از قدرت را اعلام نمود. میخائیل به‌منظور حفظ جانش به صومعهٔ استودیون گریخت اما با فرمان امپراتریس تئودورا او را دستگیر کرده کور و اخته‌اش نمودند. میخائیل در ۲۴ اوت همان سال و در کسوت یک راهب درگذشت.